# Jannick Mazur
Jannick Mazur (født 29. juni 1986 i Næstved) er en dansk håndboldspiller, der spiller for Århus Håndbold i Håndboldligaen. Han er venstrehåndet og spiller primært højre fløj.
Mazur spiller endvidere strandhåndbold og er en del af det danske landshold. Han er således med til EM i strandhåndbold i Randers i juli 2013.